# Île aux Moines
Île aux Moines, Bretons: Enizenac'h, Frans voor Monnikeneiland, is een eiland in de Golf van Morbihan. Het dorp op het eiland heet ook Île-aux-Moines (maar geschreven met streepjes). 
De Golf van Morbihan ligt in het zuiden van Bretagne en heeft een opening naar de Golf van Biskaje. Het eiland Île aux Moines ligt naast het Île d'Arz, in de Golf van Morbihan. Hoewel de maximale lengte en breedte van het eiland 5 en 2,5 km zijn, bedraagt het oppervlak slechts 3,2 km2.
Toeristen zijn op Île aux Moines welkom, er zijn kampeerterreinen en hotels. Het is niet toegankelijk voor auto's en alleen met een aantal kleine veerboten te bereiken. Alleen enkele bewoners hebben een auto. Er wordt met plezierjachten gevaren en er zijn oesterkwekerijen.